# اچ‌ام‌ای‌اس گلدستون (اف‌سی‌پی‌بی ۲۱۶)
اچ‌ام‌ای‌اس گلدستون (اف‌سی‌پی‌بی ۲۱۶) (به انگلیسی: HMAS Gladstone (FCPB 216)) یک کشتی است که طول آن ۱۳۷٫۶ فوت (۴۱٫۹ متر) می‌باشد. این کشتی در سال ۱۹۸۴ ساخته شد.